# Washi
El washi (和紙?), wagami, papel del Japón, papel japonés o papel japón  es un tipo de papel muy fino fabricado en  Japón, empleándose como materia prima plantas de la flora local, tales como Broussonetia papyrifera  (梶 Kaji?), Edgeworthia papyrifera, Diplomorpha sikokiana  (雁皮 ganpi?), Euonymus sieboldianus  (檀 Mayumi?), como así también bambú,  cáñamo, arroz y trigo.
La UNESCO designó la elaboración tradicional del washi japonés como Patrimonio Cultural Inmaterial de la Humanidad el 26 de noviembre de 2014.
El washi es, generalmente, más resistente que el papel producido a partir de pulpa de madera y suele tener una larga vida útil. Se utiliza en varias artes tradicionales, tales como el origami, shodō y ukiyo-e. El washi también fue usado para hacer varios productos de la vida diaria como son ropa, lámparas y juguetes.

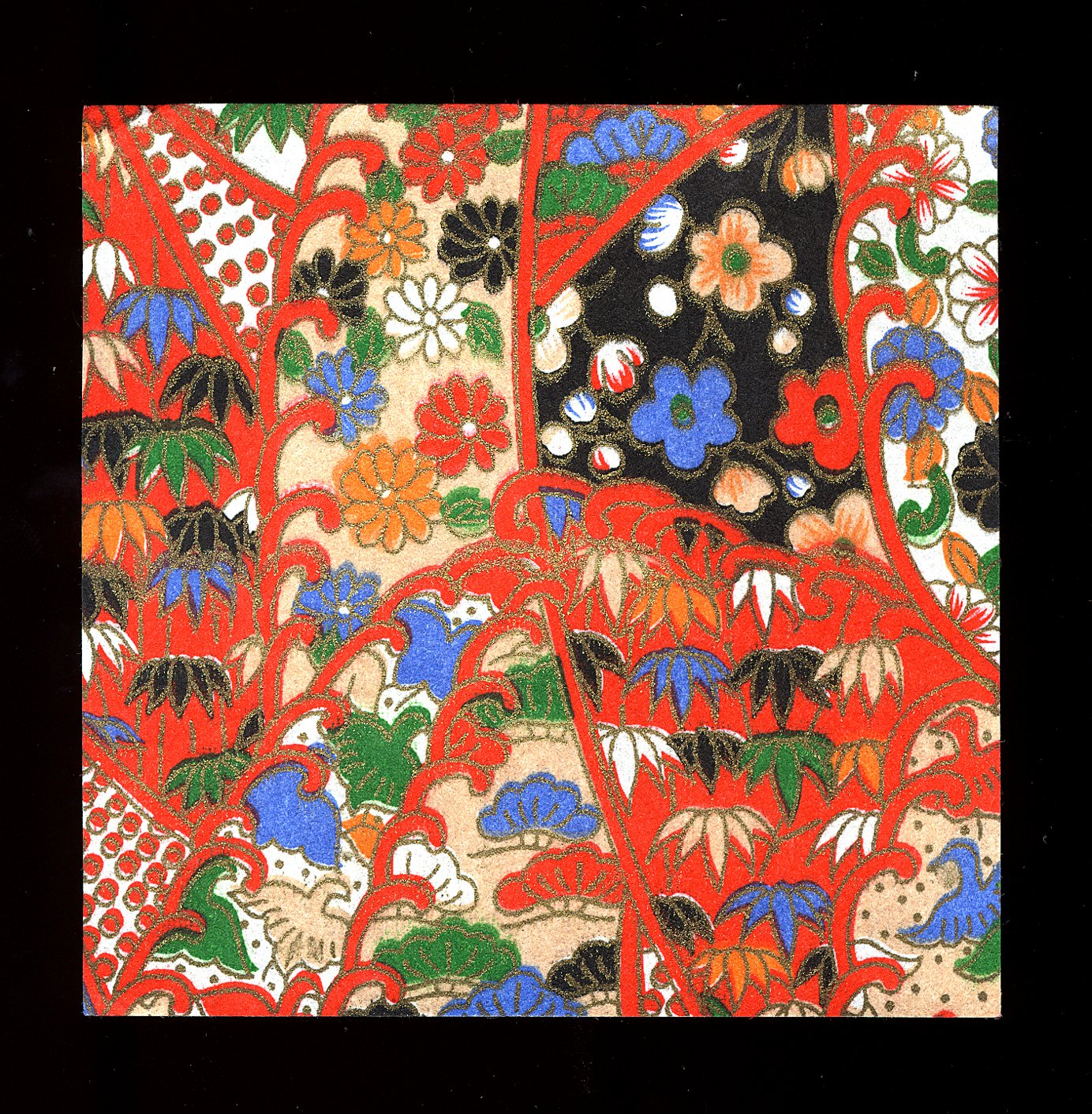
Chiyogami (千代紙, Chiyogami).

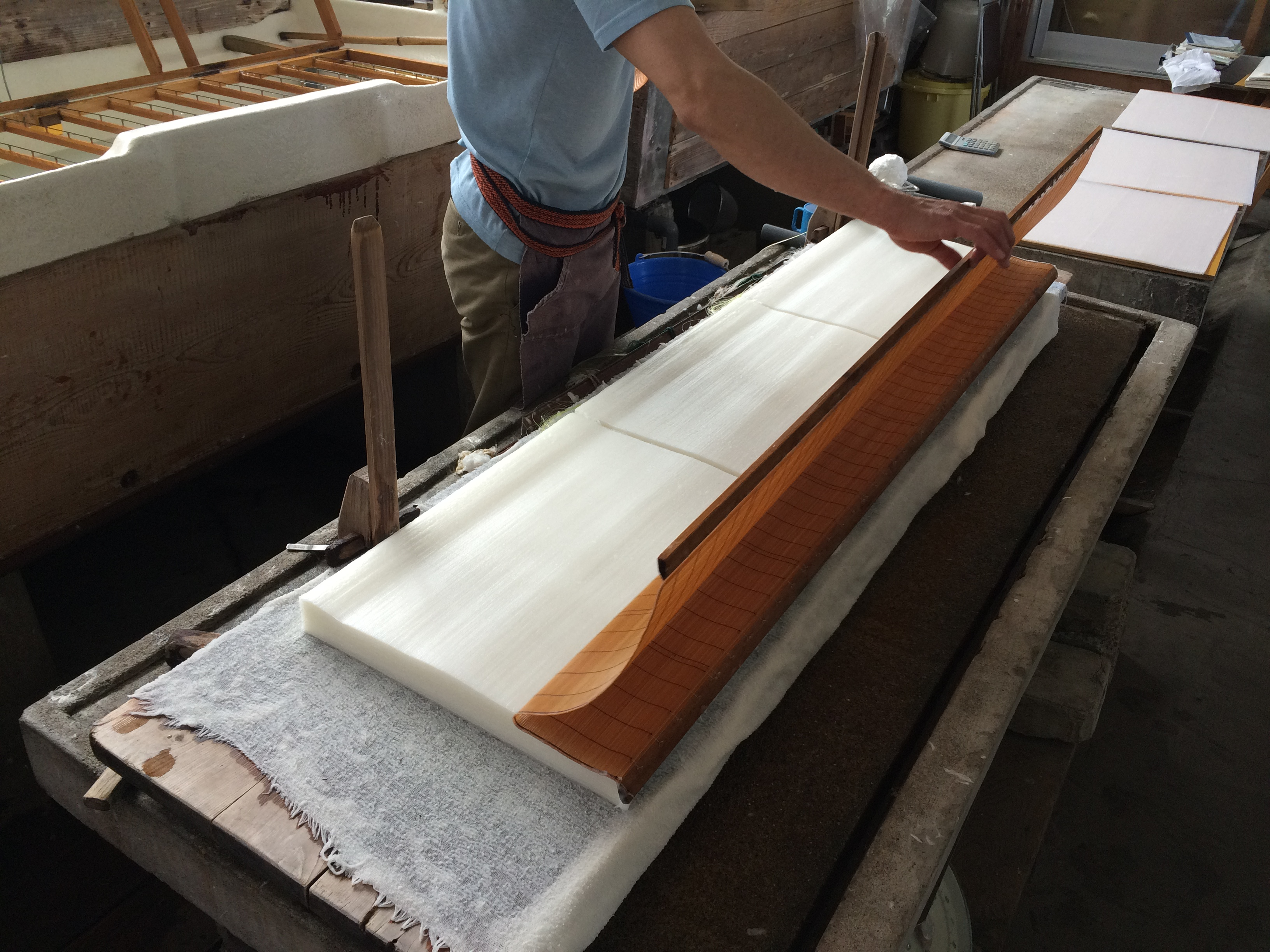
Un ejemplo de hacer washi en Ise (IseWashi).

El papel del Japón es, a veces opaco, a veces algo transparente, grueso, resistente, satinado, de color blanco o ligeramente amarfilado y de tacto suave. Se presta magníficamente para la reproducción de grabados, pero su empleo requiere cuidados especiales. Se utiliza principalmente para las ediciones de libros de gran lujo. Por lo general fino, los gramajes van de los 5 a los 80 g/m²; las tonalidades diferentes se adaptan a la restauración de documentos antiguos. El papel japonés, a pesar de su extrema ligereza, ofrece esta excepcional capacidad de resistencia fisicoquímica que no posee ningún otro papel. Se halla presente en todos los talleres de restauración porque es irreemplazable. Destacan por su poder de absorción. Son muy adecuados para la restauración de documentos, hojas de libros y otros objetos de papel debido a sus fibras largas. Se usa como soporte de refuerzo para la reintegración de documentos. No se decoloran ni se vuelven quebradizos con el tiempo.
El washi es el papel tradicional japonés que desde hace siglos se fabrica siempre a mano para los tipos de mayor prestigio y calidad. Las fibras utilizadas más conocidas llevan los nombres de Kozo, Gampi y Mitsumata. Cada una de ellas confiere al papel características particulares. Kozo es el más utilizado, sus fibras son las más largas (una media de 100 mm). Estas fibras dan un papel de una gran resistencia, que es muy estable dimensionalmente. Pueden cultivarse y representan el 90% de las fibras utilizadas. Gampi, se caracteriza por sus fibras sólidas, brillantes (longitud de las fibras entre 3 y 5 mm). Produce un papel resistente, translúcido, con una superficie lustrosa. Debido a la dificultad e incluso a la imposibilidad de cultivarla, Gampi es una fibra preciosa. Posee, además, una particularidad: su savia es tóxica y se le atribuye la propiedad de ser sumamente resistente frente a los daños causados por los insectos. 
El papel japonés tiene vetas en un sentido como la madera. Muy difíciles de ver. Se desgarra en el sentido de la veta en forma lineal y tranversalmente es muy resistente al desgarro.